# Елховско македонско благотворително братство
Елховското македонско благотворително братство е организация на бежанците от областта Македония, установили се в Елхово.

## История
През 1925 година по инициатива на Константин Чонев в Елхово се основава македонско братство. В настоятелството на братството влизат Константин Чонев (председател), Георги Д. Лучанов (подпредседател), Аврам Филипов (секретар), Мирчо Аврамов (касиер) и съветници Спиро Аврамов, Иван Аврамов и Кузман Костадинов.